# West Logan, Bắc Dakota
West Logan là một lãnh thổ chưa tổ chức thuộc quận Logan, tiểu bang Bắc Dakota, Hoa Kỳ. Năm 2010, dân số của nơi này là 346 người.